# 王显波
王显波（1976年8月28日—）是一名中国女子柔道运动员。她在1996年亚特兰大夏季奥林匹克运动会中，参加了女子柔道比赛并获得66公斤级铜牌。除此之外，她也在1998年亚洲运动会中获得金牌。